# Planalto de Monforte
Planalto de Monforte, também designada União das freguesias de Oucidres e Bobadela, é uma freguesia portuguesa do município de Chaves, com 18,98 km² de área e 260 habitantes (censo de 2021). A sua densidade populacional é 13,7 hab./km².

## História
Foi constituída em 2013, no âmbito de uma reforma administrativa nacional, pela agregação das antigas freguesias de Oucidres e Bobadela.

## Demografia
A população registada nos censos foi:
| Distribuição da População por Grupos Etários | Distribuição da População por Grupos Etários | Distribuição da População por Grupos Etários | Distribuição da População por Grupos Etários | Distribuição da População por Grupos Etários | Distribuição da População por Grupos Etários |
| -------------------------------------------- | -------------------------------------------- | -------------------------------------------- | -------------------------------------------- | -------------------------------------------- | -------------------------------------------- |
| Antes da agregação                           |                                              |                                              |                                              |                                              |                                              |
| Ano                                          | 0-14 anos                                    | 15-24 anos                                   | 25-64 anos                                   | >= 65 anos                                   | Total                                        |
| 2001                                         | 32                                           | 43                                           | 152                                          | 133                                          | 360                                          |
| 2011                                         | 23                                           | 18                                           | 126                                          | 132                                          | 299                                          |
| Após a agregação                             |                                              |                                              |                                              |                                              |                                              |
| Ano                                          | 0-14 anos                                    | 15-24 anos                                   | 25-64 anos                                   | >= 65 anos                                   | Total                                        |
| 2021                                         | 10                                           | 15                                           | 92                                           | 143                                          | 260                                          |